# Andrej Rjevaj
Andrej Rjevaj, též Ondrej Rjevaj (22. nebo 23. října 1899 Pliešovce – 15. prosince 1931 Pliešovce), byl československý politik a meziválečný poslanec Národního shromáždění za Komunistickou stranu Československa.

## Biografie
Podle údajů k roku 1930 byl profesí malorolníkem v Sáse.
V parlamentních volbách v roce 1929 získal poslanecké křeslo v Národním shromáždění. V době nástupu do sněmovny byl jejím nejmladším poslancem, právě na hranici věku volitelnosti. Byl oblastním sekretářem KSČ a v obci Pliešovce členem obecního zastupitelstva a náměstkem starosty.
Zemřel na vážnou nemoc v prosinci 1931. Po jeho smrti jeho mandát v poslanecké sněmovně zaujal Ján Mravec.